# Cristina D'Avena e i tuoi amici in TV 9
Cristina D'Avena e i tuoi amici in TV 9 è una raccolta della cantante Cristina D'Avena, pubblicata nel 1996.

## Tracce
Testi di Alessandra Valeri Manera.
1. Sailor Moon e il cristallo del cuore – 3:24 (musica: Carmelo Carucci)
2. L'ispettore Gadget – 3:21 (musica: Carmelo Carucci)
3. Allacciate le cinture! Viaggiando si impara – 3:29 (musica: Gianfranco Fasano)
4. Belle e Sebastien – 3:10 (musica: Carmelo Carucci)
5. Ruy, il piccolo Cid – 2:29 (musica: Silvio Amato)
6. Kiss me Licia – 3:15 (musica: Giordano Bruno Martelli)
7. Lupin, l'incorreggibile Lupin – 3:17 (musica: Carmelo Carucci)
8. Ann e Andy: due buffi amici di pezza – 3:06 (musica: Silvio Amato)
9. Chi viene in viaggio con me? – 3:11 (musica: Carmelo Carucci)
10. Il pericolo è il mio mestiere! – 3:27 (musica: Valeriano Chiaravalle)
11. Mighty Max – 2:59 (musica: Valeriano Chiaravalle)
12. Che magnifico campeggio! – 4:11 (musica: Vincenzo Draghi)
13. I Puffi sanno – 2:56 (musica: Vincenzo Draghi)
14. Tutti in viaggio verso Pandalandia – 2:58 (musica: Silvio Amato)

## Interpreti e cori
- Cristina D'Avena (n. 1-2-3-4-5-6-8-9-11-12-13-14)
- Gli amici di Lupin[1] (n. 7)
- Marco Destro (n. 10)
- I Piccoli Cantori di Milano diretti da Laura Marcora